# Église Saint-Didier de Maysel
L'église Saint-Didier, située à Maysel, dans l'Oise, date pour partie du XIIIe siècle. Elle est affiliée à la paroisse Sainte-Claire de Mouy.

## Description
Elle associe une nef unique de trois travées à un chœur  plus étroit, qui comporte une partie droite et un chevet à pans coupés. Le petit clocher de 1866 est assis sur l'extrémité occidentale du toit de la nef. La façade date en grande partie du XIIIe siècle, dont notamment la grande fenêtre en tiers-point avec son remplage de deux lancettes trilobées surmontées d'un trèfle inscrit dans un cercle. Tout le reste de l'église a été reconstruit au XVIe siècle, à la suite des dégâts infligés par la guerre de Cent Ans. Depuis, la nef initialement voûtée d'ogives est recouverte par une charpente en carène renversée.
Le chœur est aujourd'hui la seule partie voûtée. Ses ogives surbaissées retombent sur les chapiteaux ioniques finement travaillés de demi-colonnes engagées dans les murs. Ces chapiteaux ainsi que le remplage des trois fenêtres en plein cintre de l'abside traduisent l'influence de la Renaissance.

## Mobilier
Parmi le mobilier de l'église, un seul élément est classé monument historique au titre objet. Il s'agit d'une statue d'une Vierge à l'Enfant assise sur un trône, qui date du premier quart du XVe siècle. Elle est en pierre, sculptée en ronde-bosse et peinte. Son classement remonte à 1912.